# Дориа, Андреа
Андреа Дориа (итал. Andrea Doria; 21 [30] ноября 1466, Онелья — 15 [25] ноября 1560, Генуя) — генуэзский адмирал и государственный деятель.

## Ранние годы жизни

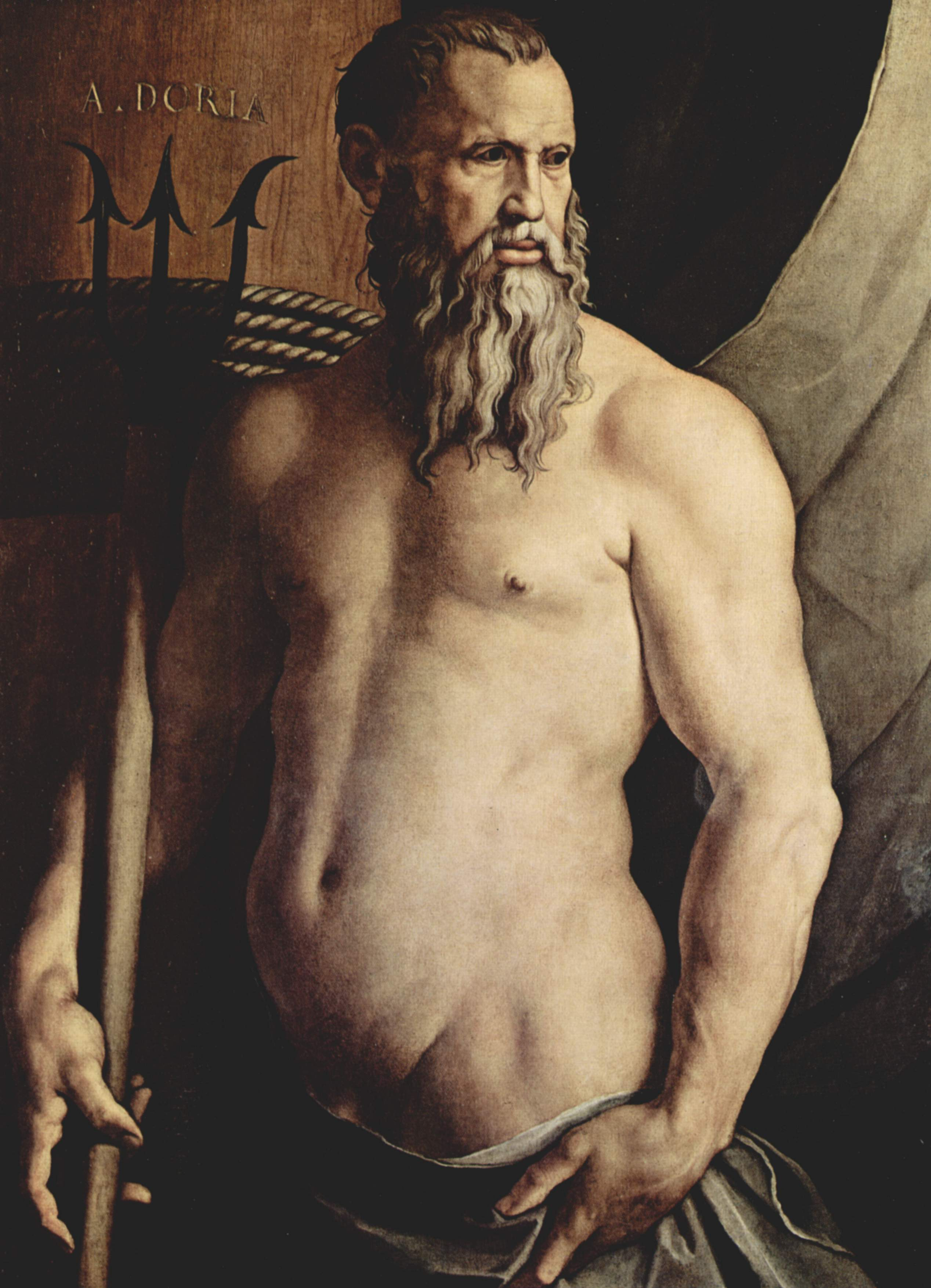
Андреа Дориа в образе бога Нептуна, портрет кисти Бронзино.

Дориа родился в древней генуэзской аристократической семье Дориа. Его родителями были Чева Дориа (итал. Ceva Doria), правитель Онельи, и Каракоза Дориа (итал. Caracosa Doria). Дориа рано осиротел, стал солдатом, служил сначала в охране папы римского Иннокентия VIII, затем у королей Неаполя Фердинанда I и Альфонса II и разных итальянских принцев.
В 1503—1506 годы воевал на Корсике в составе генуэзской армии. Генуя в то время была вассалом Франции, и Дориа принимал участие в восстании генуэзцев против власти французов. С того времени к нему начала приходить слава флотоводца.
В 1513 году Дориа стал во главе генуэзских галер. В течение нескольких лет генуэзский флот под командованием Дориа патрулировал воды Средиземного моря, участвовал в войне с турками и боролся с пиратами.

## Война между Францией и Священной Римской империей
В период Итальянских войн Генуя была подчинена то Франции, то Милану, в 1522 году попала под власть Священной Римской империи. В этом году Дориа перешёл на службу к французскому королю Франциску I (служил у него в 1522—1525 и 1527—1528 годы). От него Дориа получил звание генерал-капитана. В 1524 году освободил Марсель, осаждённый войсками императора.
Недовольный действиями Франциска I (не уплата выкупа за принца Филибера де Шалона, отсутствие содержания галерного флота, назначение нового адмирала вопреки его воли, нарушение привилегий Генуи и планы перенести торговлю в Савону), который скупо платил за службу и затягивал обещанную передачу Савоны генуэзцам, Дориа после истечения срока своего контракта перешёл на службу к императору Карлу V.

## Восстановление Генуэзской республики

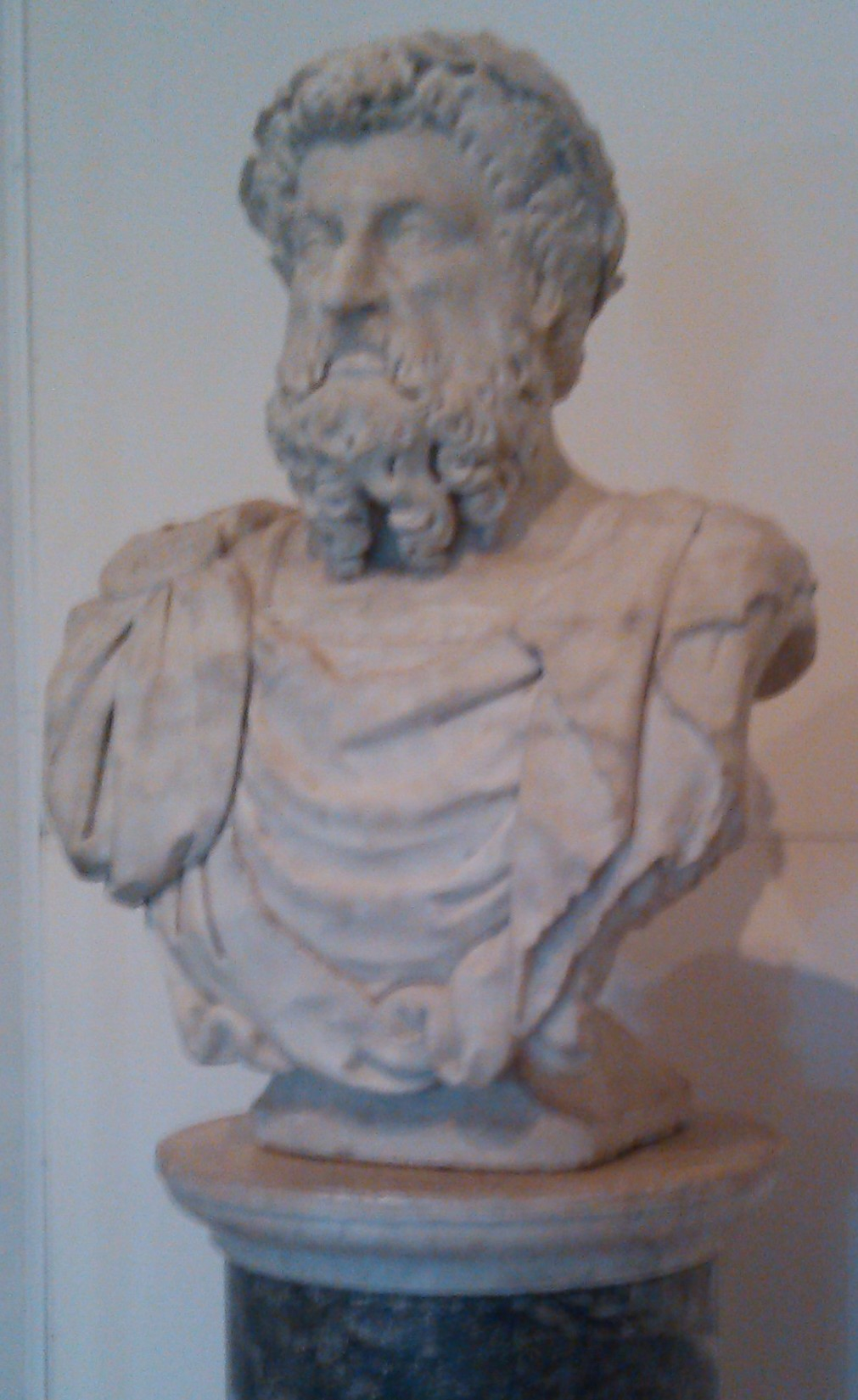
Мраморный бюст Андреа Дориа. Сер. XVI века, Италия. Национальный музей Литвы, дар коллекционера Эдмунда Амрошка

В 1528 году Дориа выставил тринадцать галер перед портом Генуи, тогда находившейся под французской оккупацией, блокируя город и высадив группу вооруженных людей, изгнал французов. «Сойдя на берег и, удивив немало людей, он отказался от предложенного ему владения городом. Его интересовала не слава власти, — говорил он, — а только независимость, гармония и процветание города. За этим преуменьшением, вероятно, скрывалась большая проницательность в сочетании со значительным знанием генуэзской политики». Дориа восстановил республику под покровительством императора. Конституцией, введённой Дориа в республике, устанавливалось правление патрициата, во властных структурах стали служить выходцы из Священной Римской империи, власть группировок, контролировавших ранее отдельные районы города, была ликвидирована. Власть дожей была ограничена, срок их должностных обязанностей был сокращён с пожизненного до двухлетнего. Сам Дориа фактически стал правителем страны, его влияние на политику в республике было значительным. Дориа получил многие привилегии, титул Освободителя и Отца Отечества (лат. Liberator et Pater Patriae), а также в дар от города дворец, но поселился вне города на своей вилле в Фассоло, где оставался до самой смерти.

## Служба у императора
В звании адмирала Дориа командовал несколькими экспедициями против турок, захватил Корони и Патры (1532), вместе с императором участвовал в захвате Туниса (1535). Карл V нашёл в Дориа неоценимого помощника в своей борьбе с Франциском I, через Дориа он распространил влияние империи на всю Италию.
Когда в 1538 году Дориа потерпел поражение в сражении у Превезы от Хайр-ад-Дина Барбароссы, это посчитали непреднамеренным и объясняли его нелюбовью к венецианцам (в 1537—1540 годы Венеция вела войну с Турцией).
В 1541 году Дориа участвовал в неудачной военной кампании Карла V в Алжире. Он спас от окончательной гибели армию и флот императора, предпринявшего, вопреки совету Дориа, поход против Алжира. В течение следующих пяти лет продолжал служить у императора, участвовал в нескольких войнах.

## Последние годы жизни
После заключения в 1544 году мирного соглашения в Крепи между Франциском I и Карлом V Дориа перешёл к управлению страной. Высокомерное поведение племянника Джанеттино Дориа (итал. Giannettino Doria), могущество и богатство самого Дориа привело к появлению врагов. В 1547 году Джан Луиджи Фиески и другие представители знати организовали против Дориа заговор (так называемый заговор Фиески). Племянник Дориа был убит, однако сам заговор закончился провалом. Многие его участники жестоко преследовались, некоторые были казнены или лишены своих земельных владений. Дориа также участвовал в убийстве помощника Фиески Пьера Луиджи Фарнезе, герцога Пармы и Пьяченцы. В дальнейшем были организованы другие заговоры против Дориа, самым значительным из которых в 1548 году руководил Джулио I Чибо-Маласпина, но все они были подавлены.
Несмотря на жёсткую политику, проводимую Дориа против своих противников, он выступал за интересы республики. Например, успешно противостоял попыткам императора построить в Генуе крепость с гарнизоном испанских солдат. В возрасте 84 лет он снова вышел в море для борьбы с пиратами, хотя и неудачно. В 1552 году турецкий флот под командованием Тургута Реиса разбил испано-итальянский флот императора под командованием Дориа около острова Понца. В 1553 году Франция при поддержке турецкого флота отняла у Генуи Корсику, и Дориа был вынужден снова вступить в борьбу с ней. 1553—1555 годы он провёл в сражениях с французами на острове.
В 1555 году Дориа вернулся в Геную. Из-за преклонного возраста передал командование флотом сыну убитого племянника Джованни Андреа Дориа (Giovanni Andrea Doria), который отправился в экспедицию против Триполи, но в сражении у Джербы с турецким флотом в 1560 году едва не лишился жизни.
В 1560 году Дориа умер, завещав своё состояние Джованни Андреа Дориа. Именем Дориа названы несколько военных кораблей, построенных в Италии и США.

## В культуре
Андреа Дориа стал персонажем драмы Фридриха Шиллера «Заговор Фиеско в Генуе», пьеса Александра Дюма-отца «Фиеско де Лаванья».